# نيلسون كوكي
نيلسون كوكي (بالإنجليزية: Nelson Cooke)‏ هو عازف تشيلو أسترالي، ولد في 21 ديسمبر 1919، وتوفي في 7 فبراير 2018.